# Virgen de Consolación (Montealegre del Castillo)

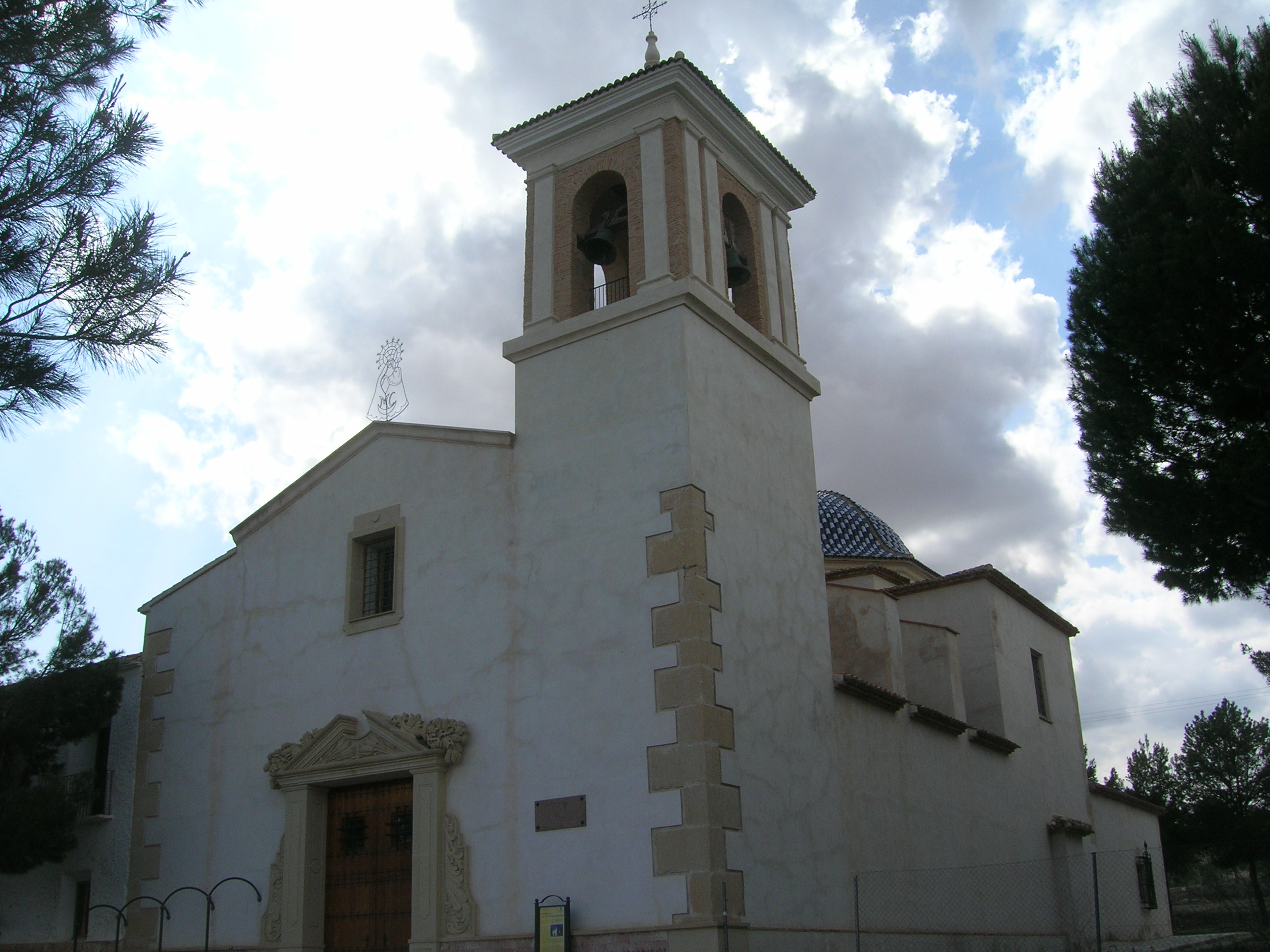
Santuario de Nuestra Señora de la Consolación de Montealegre del Castillo.

Nuestra Señora la Virgen de la Consolación es la patrona del municipio español de Montealegre del Castillo (Albacete). Según la tradición, la Virgen se apareció en 1605 a 2 km del municipio sobre una retama a un morico llamado Jamet, al que le pidió que fuera a Montealegre del Castillo y pidiera que en aquel lugar se le edificara un templo donde darle culto.

## Templo
La imagen de la Virgen es venerada en el Santuario de Nuestra Señora de la Consolación.
Existe una hermandad con el nombre de la Virgen que gestiona las actividades de culto a la imagen y el mantenimiento de su santuario.

## Fiestas
Las fiestas en su honor se celebran el 15 de agosto, siendo este día en el cual la Iglesia católica celebra la festividad de la Asunción de la Bienaventurada Virgen María, comenzando la víspera con la entrada de la imagen de la Virgen en el municipio. 
Pasadas las fiestas, se celebra la Novena, tras la cual, en el mes de septiembre (tradicionalmente era el 8 de este mes, coincidiendo con la festividad de la Natividad de María, aunque se pospone al domingo posterior a este día) es devuelta en romería a su santuario, donde reposa todo el año.

## Relato de la aparición
El que sigue es el relato de la aparición tal como aparece en un novenario realizado por don Dámaso Alonso Ramírez, sacerdote de Montealegre del Castillo y fechado en Yecla en 1870.

"Una mañana de los primeros días del mes de marzo del citado año 1605, salió de madrugada Jamet, en cumplimiento del cargo que tenía en la casa de su Señor, a apacentar la ganadería Caballar, dirigiéndose al Sur de la Población y sitio próximo a la cordillera de los montes denominada Arabinejos. Lo pintoresco del cercano monte poblado de gigantescos pinos a cuyo pie se acercaba Jamet, y la frondosidad del bosque cuajado de retamas que le precedía, convidaba agradablemente a éste sencillo Esclavo a permanecer en él para pastar su ganado: y aceptada esta invitación que le ofrecía la naturaleza, y mientras éste por aquí y por allí buscaba su apetecible alimento, Jamet abismado en serias reflexiones se hallaba al lado de una grande retama, cuando he aquí, que repentinamente sobre ella se le aparece la Reina de los Cielos María Santísima, radiante en luz celestial que eclipsaba la de aquel Astro matutino que principiaba ya a apuntar por el horizonte. Asombrado a la vista de aquella Visión Celestial, queda estático y embargada su voz por las dulces emociones que en confuso tropel se agolpaban a su Espíritu; y cual otro Moisés, largo tiempo hubiera permanecido en la contemplación de esta Maravillosa Zarza, a no haberle sacado de su dulce arrobamiento la melodiosa voz de la Santísima Virgen, que según la tradición, le dijo con semejantes palabras: “Ve a Montealegre y anuncia a sus moradores lo que has visto; añadiendo, que la Madre de Dios quiere le edifiquen un Templo en este sitio que ha elegido para su morada, y ser el refugio y consuelo de ellos en todas sus necesidades: Tú recibe el Bautismo tomando por nombre Juan el Bautista” ¿Y quién soy yo, Señora, le respondió el Esclavo, para ser creído? Soy un humilde siervo de la más inferior condición, y esta cadena que arrastro, suficiente da a comprender que serán desechadas mis palabras. “No temas, le contestó la Santísima Virgen, que yo que te envío estaré contigo, y en confirmación de tus palabras lleva esa señal” y diciendo esto rompe el grillete y cadena que aprisionaban al Esclavo, y con esta libertad y señal que pone en sus manos parte hacia la Villa, como otro Jonás a Nínive, no para anunciar las calamidades como aquel Profeta, sino grandezas y misericordias divinas. Al oír el pueblo la narración del Esclavo duda al pronto de su veracidad; pero al hacer atención a la mutación obrada en su semblante, al inspirado lenguaje superior e impropio de su condición social, y sobre todo, al ver rotas las señales de su esclavitud que les mostraba en testimonio de sus palabras, se desvanecen las dudas y en confuso tropel salen sus Sacerdotes, sus Autoridades, sus ancianos, jóvenes y niños de todos sexos y condiciones, y en alas de su corazón y deseo por contemplar a la Emperatriz de los cielos y la tierra, salva cada cual lo más pronto que le es posible los dos kilómetros, o sea, cuarta de legua de distancia que los separa del sitio de la aparición. Allí llegados, vieron y contemplaron todos con júbilo indescriptible sobre la retama a la sagrada Imagen que hoy se venera dejada por la Santísima Virgen, rodeada de iguales resplandores que en su aparecimiento al Esclavo; y en entusiasta y religiosa procesión fue conducida a la Iglesia parroquial, fabricándose acto continuo una pequeña capilla provisional, y después el magnífico Templo y Hospicio que hoy se admira por su sencilla belleza, en el mismo sitio de su aparición.

No toda la obra que actualmente compone el templo existía al ultimarse su primitiva construcción; pues que careciendo de Camarín, Púlpito, Retablo, Coro y Torre estando colocada la Campana en un simple campanario que ocupaba la parte superior de la portada, fueron construidos aquellos tres primeros objetos desde los años de 1760 al 1784, y los dos restantes en el 1852; como igualmente la parte posterior del Hospicio lo fue también en el 1750, según consta de confusas inscripciones que aún se conservan en los muros y techumbres, y de las actas de los libros antiguos de la Cofradía de dicha Sagrada Imagen.
En el mismo sitio que perpendicularmente corresponde al que en su altar ocupa la Imagen de la Santísima Virgen, existía la Retama sobre la cual fue aparecida al Moro Jamet, cuyas raíces han llegado a ver y conocer los ancianos que han muerto en nuestros días; y en la parte derecha del retablo mayor y puesto a las miradas de los fieles que visitan el Santuario, se halla el grillete que, según la tradición, fue de este Esclavo, ignorándose qué se haría de la cadena que le estaba unida.
Además del Camarín y corredores que a él conducen por uno y otro lado del Presbiterio, y que más bien que Camarín puede llamarse Capilla redonda, sencillo, pero notable por su orden arquitectónico y esmerado de su construcción, compone el resto del cuerpo del Templo dicho Presbiterio, el crucero adornado de dos bonitos retablos que contienen las imágenes de S. Juan Evangelista el de la parte izquierda, y del Patriarca S. José el de la derecha, y coronado así como el Camarín de elegantes Medias Naranjas, el cual desembocan por ambos lados dos órdenes de capillas corridas, que si bien modestas en su ornato, en una de ellas llama la atención por su mérito artístico un Cuadro de lienzo figurando la prisión en que fue puesto el Salvador la noche que precedió al día de su Sagrada Pasión, y en su centro aparece la imagen de Jesús de tamaño natural, sentado sobre una piedra y actitud meditabunda apoyada en la mano derecha su mejilla, cuyo Cuadro fue obra y donación al Santuario de Pedro Orrente hijo de Montealegre, el cual figuró entre los célebres pintores españoles de la escuela de Miguel Ángel, Rafael y Murillo.
Como unos doscientos pasos a distancia del Santuario, se encuentran los restos de una cruz de piedra colocada bajo un arruinado Templete, a cuyo monumento se le viene llamando desde su origen, que tuvo lugar cuando le edificaron de aquel, por el Humilladero; cuya historia es, que en el día de la aparición y por causa de los accidentes del terreno, no pudo ver el pueblo a la Sagrada Imagen hasta llegado a este sitio: y en el mismo, y antes de aproximarse a ella, postrados en tierra todos por primera vez la adoraron. Arruinado este monumento, parte por la invasión Francesa, y parte por la inclemencia del tiempo, se hallan ya construidas nuevamente la Cruz y principales piezas para su restauración.
Ilustrado Jamet en los misterios de la Religión Cristiana ayudado de las Divinas luces que en su aparición le comunicara la Santísima Virgen, no demoró muchos días en recibir el Sagrado Bautismo; el cual le fue administrado el día 25 de marzo de 1605 en la Iglesia Parroquial de Montealegre por el Doctor Díaz de la Cueva, siendo sus padrinos dos hijos de los Señores Condes de esta Villa, y recibiendo por nuevo nombre, según iniciativa de la Virgen, el de Juan Bautista, quedándole el Jamet por apellido, todo según consta en la partida sacramental inserta en el libro segundo de Bautismos al folio sesenta y tres vuelto.
Tal es en compendio, el origen del Santuario y aparición de la Santísima Virgen según la piadosa tradición humana, fuente de verdad y argumento convincente cuando no aparece cosa positivamente contraria; y de cuyo libro se valió el mismo Díaz para llevar y hacer cierta su Ley desde Adán hasta Abrahám y Moisés. Desde entonces viene siendo aclamada por Patrona de la Villa de Montealegre con el título de Consolación, tomando de sus mismas palabras dichas al Moro Jamet. En este Santuario, cual mística ciudad de refugio, han hallado siempre solaz y consuelo en todas sus necesidades y aflicciones, no sólo los hijos de Montealegre, sino cuantos demás fieles a él han acudido con viva fe a implorar la protección de esta Divina Madre: y entre los innumerables hechos que en confirmación pudieran citarse, descuella aquel, cuyas benéficas consecuencias cupo a toda la nación Española.
Suscitada la guerra civil de sucesión a la Corona de España entre la Casa de Austria y la de Borbón, aprestábanse por una y otra parte a dar la batalla decisiva y que tuvo lugar en los campos de la ciudad de Almansa el día 25 de abril de 1707. Pocos días con anterioridad a éste, el Duque de Vervich, general jefe en la División española, tenía establecido su cuartel general y acampadas sus tropas en el Santuario, de que venimos haciendo mención, y sus inmediaciones, esperando los refuerzos de la división que mandaba el Duque de Orleáns. Llegados éstos y antes de salir a hacer frente al enemigo, Vervich y demás Generales celebraron dentro del Templo un Consejo para convenir en los medios de poder obtener el triunfo que juzgaban imposible alcanzar por la inferioridad de sus fuerzas a las de aquel; pero animados aquellos Guerreros cristianos de religiosa Fe, y a imitación del Rey Josafat, cuando viéndose amenazado de los Amonitas, Moabitas y Siros invocó el auxilio del cielo, así ellos, para aquel decisivo acto, imploraron la protección de María Santísima de Consolación, a la vez que rindiéndole sus banderas, ofreciéndole sus espadas y jurándola Presidenta de los Escuadrones españoles; y el triunfo más cumplido que obtuvieron las Armas de Castilla, y que concluyó con aquella guerra que venía devastando a esta Nación, fue el fruto que correspondía a la demostración religiosa de aquellos héroes españoles, que quedaron coronados de gloriosos laureles.

Finalmente, sostenido este Santuario y culto de su sagrada Imagen por las caritativas limosnas de los fieles, plegue a la Santísima Virgen María de Consolación, que la fe y celo religioso de estos sea recompensado en esta vida con sus divinas consolaciones, y con su intercesión para con Dios nuestro Señor en la hora de la muerte".
D. Dámaso Alonso Ramírez 

## Breve reseña
Hay que añadir que la descripción que se hace del Santuario de Nuestra Señora de la Consolación difiere de su estado actual debido al expolio y la destrucción sufridas en el templo durante la Guerra Civil (1936), cuando la imagen de la Virgen fue quemada, junto con el retablo del santuario y todas las demás imágenes, excepto la imagen de San Isidro, que se conserva en la actualidad gracias a que fue ocultada. Por este motivo, la actual imagen de la Virgen es posterior a la original.
El 27 de marzo de 2005 se celebró el IV Centenario de la aparición de la Virgen, trayéndose al pueblo en romería y procesionándose por primera vez, por todas las calles del mismo. 
Además, se inauguró en las fiestas de ese año el nuevo manto de color azul que ahora lleva en las fiestas.

## Himno de la Virgen
La devoción que los montealegrinos profesan por la imagen de su Virgen se ha traducido en un himno que es cantado en numerosas ocasiones, sobre todo tras los actos litúrgicos que se celebran en su honor, en las Fiestas de Agosto, en su Novena y todos los primeros sábados de mes, cuando se celebra la Eucaristía en el Santuario de Nuestra Señora de la Consolación.
Anteriormente se cantaban los Gozos de Nuestra Señora, tal como aparece en el Novenario de 1870, sin que se recoja himno alguno, que fue creado en fecha posterior.